# 祝福的钟声
《祝福的钟声》是由日本遊戲公司Windmill Oasis在2009年1月30日發售的戀愛冒險類型成人遊戲，2010年9月30日由角川書店發售PlayStation Portable版《祝福的鐘聲 Portable》，Fandisc《祝祭的鐘聲》於2010年10月29日發售。2010年7月至9月播放電視動畫共12話，2011年3月30日發售OVA共一卷。2021年6月25日發售《祝福的鐘聲 Plus Stories》。

## 概要
《祝福的鐘聲》的人物設定（電子繪圖師）是こ～ちゃ，而こ～ちゃ曾擔任過2005及2006年所發售的成人戀愛遊戲《Happiness!》之原畫師，該遊戲被動畫化。

## 剧情简介
故事发生在被称为“世界的宝物库”的充满无限可能的城市之中。在“流星群之日”的晚上，主人公雷斯特和他的伙伴们在大教堂的屋顶聚会，突然一枚流星击中大教堂的塔。他们前去查看塔的情况，却发现一个秘密房间，裡面的床上有一个沉睡的少女。少女张开眼睛，称呼雷斯特为“爸爸”。

## 登场人物
- 声优標示顺序為游戏版/动画版。

### 主要人物
雷斯特·孟克拉夫特（Leicester Maycraft）
聲：無 / 岡本信彥
本作的主人公。職業是Oasis的物品技師。是個有著迷人笑容，性情溫和的美少男。戰鬥的時候會使用自己特製的槍劍對付敵人或是掩護夥伴。對於奇特新奇的事物會充滿好奇心的沉醉在其中研究。在製作各種物品方面的能力非常有才華，經常替城裡的人修理各種物品，受到眾人的喜愛及歡迎。在戰鬥中經常領導大家指令下一步動作。
不知為何喜歡在物品上加入雷射槍的功能，有時卡莉娜因而嚇一跳，為了讓卡莉娜的蒙提亞變成可以說話的思考物體選擇較危險的任務來尋找晶石，在一番努力後終於找到優良的晶石並與卡莉娜兩人努力一整晚讓蒙提亞升級成擁有意識人格的魔杖，從蒙提亞的提問中得知雷斯特在當天晚上研究蒙提亞的時候心中對卡莉娜產生些許特殊想法，並被蒙提亞解說是邪惡的念頭，且隨後也說出卡莉娜每晚都幻想和雷斯特...（後面部份卡莉娜阻止蒙提亞說話所以無從得知），讓兩人不知該如何對蒙提亞解釋才好。
米內特（Minette）
聲：杏子御津 / 門脇舞以
從七年的沉睡中甦醒過来的自動人偶。外表與人類無異，天真爛漫，總是微笑著。對於世間的許多事情都不了解，所以對這個世界充滿的好奇心。
在每七年一次的流星雨晚上，在大教堂房間內被意外墜落的流星擊中因而甦醒，醒來的第一眼看見雷斯特並稱呼他為爸爸，並開始由雷斯特照顧並住在一起。非常的喜愛雷斯特。身上持有龍族的秘寶「魂白珠」，能比一般的晶石吸收儲存更多的艾露，也可使龐大無法駕驅的艾露穩定下來。有可以讓水晶怪物冷靜下來的能力。
米內特是世界第一的人偶師、同時也是阿妮艾斯的老師『米澤·阿爾特瓦茲』所創造的自動人偶，越是精緻的人偶需要的「艾露」就越多，必須靠睡眠恢復，所以較一般人偶「嗜睡」。在遊戲中如果雷斯特已經確定是跟其中一位女角色做主線，米內特就會把那人稱呼為媽媽。
遊戲的個人主線最後會把爸爸的稱呼改為雷斯特。
卡莉娜·貝魯利緹（Carina Verritti）
聲： / 古山貴實子
雷斯特的青梅竹馬，埃爾塔利亞大公之女，隸屬於Oasia的魔法師。能夠使用蒙提亞以及其它物品來使用魔法攻擊進行戰鬥。是個非常有教養且禮貌的女孩子。從以前開始就非常喜歡雷斯特，且豪不掩飾的說出內心想法，經常有讓人驚訝的爆炸性發言。可以從許多地方看出兩人牽絆非常深，卡莉娜有時候心裡沒做好準備只要與雷斯特牽手就會樂的神魂顛倒。動畫沒提到魔法在這世界已經流失但卻只有她可以使用。
小時候體弱多病因而無法遠行。某次市區舉辦祭典的時候，母親招待年幼雷斯特來家裡當客人並介紹給卡莉娜認識，從此之後兩人開始有了許多往來。雷斯特替當時身體虛弱的卡莉娜製造飛行道具“蒙提亞”，讓卡莉娜可以去外面觀看世界的樣貌，之後雷斯特在蒙提亞內植入優質的晶石使其擁有人格，同時蒙提亞的部份發言也讓自己不知道該如何是好。
第二部遊戲的個人主線最後正式結婚。
切露西‧阿科塔（Chelsea Arcot）
聲：宮川なつき / 今井麻美
神殿騎士團的騎士。外表美麗給人一種神祕的感覺，從以前開始就有著重度路癡的情況，即使目的地就在身處不遠的地方也無法察覺，手中持有地圖也可以往非常奇怪的方向走去。後期成為了Oasia公會的一員開始與雷斯特等人接觸許多的事情，擁有著精湛的劍術成為保護公會成員的重要角色。與雪莉為舊識，從以前關係就非常要好。
遊戲的個人主線最後結婚。
阿妮艾斯·布蘭潔（Agnes Boulange）
聲：春山琴巳 / 水橋香織
自稱世界第一的人偶師。外表看似年輕，有時候言談卻比一般人成熟許多。似乎是因為來自普蘭布里斯，而食量極大。特別喜愛吃蛋糕類的甜點。與米內特關係非常良好宛如姐妹般一樣；擁有一個叫唐柯的自動人偶，外型是一隻白貓。
在大街上表演人偶劇賺取生活費的時候與來城裡逛街，前來觀賞的的雷斯特跟卡莉娜相遇認識，並開始與他們有著許多來往。之後加入Oasia公會成為裡面的一員開始與雷斯特等人有了不一樣的生活。（在動畫沒提到，之前她在其他地方加入的公會都是只有女性的公會刻意不加入有男性的公會）
遊戲個人主線最初因為覺得從卡莉娜身邊把雷斯特搶走感到抱歉後來單獨跟卡莉娜談得到釋懷，最後會從遠處歸來見雷斯特，跟著雷斯特一起旅行。

### 次要人物
妮娜·琳德貝魯伊Nina Lindberg
聲：佐本二厘 / 結本ミチル
Oasis的管理人，經常負責照顧Oasia裡所有人的生活起居，是在Oasis裡面不可或缺的角色。似乎與埃爾塔利亞大公夫人關係密切，並被吩咐就算手段激烈也要管好大公別讓他做出丟臉的事情出來。
雪莉·孟克拉夫特Shelley Maycraft
聲：雅姫乃 / 高野直子
雷斯特的母親。是個外表非常年輕、性格樂天開朗的人，有著極佳的身材。跟雷斯特走在一起容易被誤會成是年輕情侶。有時候會說出一些含有意義深遠的話，在各方面經驗及知識都很深厚。
納剛·孟克拉夫特Nagan Maycraft
雷斯特的父親，嚴格的大神官。
尼克Nick La'juck
聲：子太明 / 藤原啓治
Oasis的冒險者。擅長使用斧頭戰鬥，興趣是收集新奇的斧頭。在Oasis的委託任務中經驗最豐富的人，偶爾會因為委託而不在公會裡。雖然給人一副神情凶惡的感覺，其實內在是非常溫柔的。年紀似乎與主角差不多。
薩魯薩・托魯蒂亚Salsa Tortilla
聲：成瀨未亞 / 柚原有里
「Oasis」事務所對面的公司「トルティアC（カンパニー）」的副社長。莉特絲的姐姐。北部大陸某國出身。
具有擅長使用道具控制的才能以及技術，負責控制傀儡葛雷姆。
是個被經常妹妹捉弄的有趣姐姐，個性非常單純且容易受騙，導致常常因為莉特斯的話而出現許多丟人倒楣的事情出來。
第一部遊戲番外故事有姐妹共同結局（主線無法直接進入她們結局），但第二部卻是分開結局。
莉特絲・托魯蒂亚Ritos Tortilla
聲：安玖深音 / 後藤麻衣
「Oasis」事務所對面的公司「トルティアC（カンパニー）」的社長。薩魯薩的妹妹。北部大陸某國出身。
具有擅長使用道具控制的才能以及技術，負責調整、維護傀儡葛雷姆。
經常以冷靜的表情以及客觀的角度來面對各種事情，喜歡捉弄姐姐也喜歡在姐姐面前故意勾引雷斯特；其實內心非常為姐姐著想，曾經數度製造機會給姐姐跟雷斯特。
艾薇兒Avril
声：九条信乃  / 後藤邑子
外表看似普通女孩的自動人偶。很喜歡魚。
亞伯定Aberdeen Roland
声：紀之 / 杉山紀彰
阿妮艾斯的師兄。阿妮艾斯以「アバ兄」稱呼。
米莉安Miriam
声：みる / 壹智村小真
亞伯定的妹妹。米內特的好朋友。

## 用語
艾露/エール
是一種存在於大氣中的能量。也是許多人偶的動力來源。是一種沒有質量的物體。能夠讓含有艾露成份的寶物變成水晶石怪獸。也被稱為「有著萬物“感情”力量」的物質。
流星雨
在エール每七年一次才會有的現象。當天晚上會有大量的流星劃過。

## 遊戲

### 工作人員
- 企画：こ～ちゃ
- 原画：こ～ちゃ
- 劇本：サイトウケンジ、ちゃとら、木之本みけ
- SD原画：成瀨未亞
- 音樂製作：Elements Garden
- 背景音樂：Elements Garden、Ecnemuse

### 主題曲
片頭曲
- 「祝福のカンパネラ」

作詞：佐藤裕美，作曲：上松範康（Elements Garden），歌：佐藤裕美、NANA
片尾曲
- 「たからもの」

作詞：佐藤裕美，作曲：菊田大介（Elements Garden），歌：笶田みこ

## 電視動畫

### 工作人員
- 原作：Windmill Oasis
- 人物原案：
- 監督：後信治
- 助監督：及川啟
- 系列構成：吉田玲子
- 人物設定：
- 總作畫監督：古賀誠
- 劇本：中村浩二郎、網谷正治、
- 美術設計：常木志伸
- 美術監督：杉山祐子
- 色彩設計：木村早苗
- 攝影監督：今泉秀樹
- 編輯：櫻井崇
- 音響監督：
- 音樂：Elements Garden
- 動畫製作：AIC
- 製作：祝福的鐘聲製作委員會（Marvelous Entertainment、Media Factory、AIC、AT-X、Lantis）

### 主題曲
片頭曲
作詞：畑亜貴，作曲．編曲：，歌：美郷あき
片尾曲
作詞：畑亜貴，作曲．編曲：虹音，歌：橋本美雪
片尾曲（第11話）
- 「AMELIA」

作詞：後藤邑子，作曲．編曲：後藤邑子、田辺トシノ，歌：後藤邑子
插入曲
- （第3話）

作詞：まくたくま、畑亜貴，作曲：中谷あつこ，編曲：中谷泰啓，歌：卡莉娜（古山貴實子）

### 各話標題
| 話數 | 日文標題 | 中文標題            | 劇本       | 分鏡       | 演出                | 作畫監督                                                                        |
| ---- | -------- | ------------------- | ---------- | ---------- | ------------------- | ------------------------------------------------------------------------------- |
| 1    |          | 流星雨的夜晚        | 中村浩二郎 | 後信治     | 駒屋健一郎          | 中原清隆                                                                        |
| 2    |          | 龍的世界            | 中村浩二郎 | 及川啟     | 及川啟              | 末廣直貴 古川英樹                                                               |
| 3    |          | 羈絆之杖            | 中村浩二郎 | 伊能樹     | 清水聰              | 佐佐木敏子                                                                      |
| 4    |          | 黑暗之中            | 網谷正治   | 別所誠人   | 德本善信            | 飯飼一幸 龜谷響子                                                               |
| 5    |          | Oasis的休息日       | 中村浩二郎 | 及川啟     | 依田正彦            | 中島美子 清水勝裕 小宮山由美子                                                  |
| 6    |          | 晚会之夜            | 中村浩二郎 | 仁昌寺義人 | 德本善信 仁昌寺義人 | 加藤里香 中原清隆                                                               |
| 7    |          | 人偶森林            | 網谷正治   | 後信治     | 波田中智久          | 内田孝                                                                          |
| 8    |          | 第8话哦！全员集合！ | 齊藤健二   | 及川啓     | 駒屋健一郎          | 志賀道憲 渡邊浩二                                                               |
| 9    |          | 异变的前兆          | 中村浩二郎 | 伊能樹     | 清水聰              | 水谷麻美子 中村統子                                                             |
| 10   |          | 米内特的选择        | 網谷正治   | 伊能樹     | 小野田雄亮          | 中島美子 細川修平                                                               |
| 11   |          | 各自的心意          | 齊藤健二   | 稻垣隆行   | 北條史也            | 山本真嗣 馬場繪理 池川陽子 山崎輝彦 宮崎修治                                    |
| 12   |          | 祝福的鐘聲          | 中村浩二郎 | 稻垣隆行   | 駒屋健一郎 及川啓   | 藤田まり子、中原清隆 中島美子、渡邊浩二 大河原晴男、服部憲知 加藤里香、村上真紀 |

### 播放電視台
| 播放地區 | 播放電視台     | 播放日期       | 播放時間（UTC+9）                     | 所屬電視網 |
| -------- | -------------- | -------------- | ------------------------------------- | ---------- |
| 東京都   | 東京都會電視台 | 2010年7月2日 - | 星期五 25時30分 - 26時00分            | 独立UHF局  |
| 埼玉縣   | 埼玉電視台     | 2010年7月3日 - | 星期六 25時30分 - 26時00分            | 独立UHF局  |
| 千葉縣   | 千葉電視台     | 2010年7月3日 - | 星期六 25時35分 - 26時05分            | 独立UHF局  |
| 日本全國 | AT-X           | 2010年7月5日 - | 星期一 11時00分 - 11時30分 （有重播） | CS放送     |
| 兵庫縣   | SUN電視台      | 2010年7月6日 - | 星期二 26時10分 - 26時40分            | 独立UHF局  |
| 愛知縣   | 愛知電視台     | 2010年7月7日 - | 星期三 26時28分 - 26時58分            | 東京電視網 |
| 日本全國 | NICONICO動畫   | 2010年7月9日 - | 星期五 12時00分更新                   | 網路電視   |